# Park Kultur Świata
Park Kultur Świata – park tematyczny zlokalizowany przy ul. Ogrodowej róg Kopernika w Drezdenku.

## Opis
Obiekt o powierzchni 3,5 ha oddano do użytku w 2012 w miejscu dawnego ogrodu jordanowskiego. W parku rozciągającym się nad Starą Notecią znajdują się miniatury sławnych budowli z całego świata: wieży Eiffla, świątyni Tadź Mahal, Sfinksa z Gizy, amerykańskiej Statui Wolności, świątyni Kukulkana w kompleksie Chitzen Itza oraz budynku opery w Sydney. Formy z wapienia stworzył rogoziński rzeźbiarz Michał Niedźwiedź. Każdy obiekt posiada stosowne tablice informacyjne. Przy parku funkcjonuje też rozległy plac zabaw dla dzieci oraz ścianka wspinaczkowa. Urządzono również fontannę. 

## Finansowanie
Projekt był dofinansowany z Europejskiego Funduszu Rozwoju Regionalnego w ramach Lubuskiego Regionalnego Programu Operacyjnego, działania Rewitalizacja zdegradowanych obszarów miejskich i wiejskich. W ramach prac wzmocniono skarpy nadnoteckie, faszynowano brzegi rzeki i oczyszczono staw. 

## Galeria

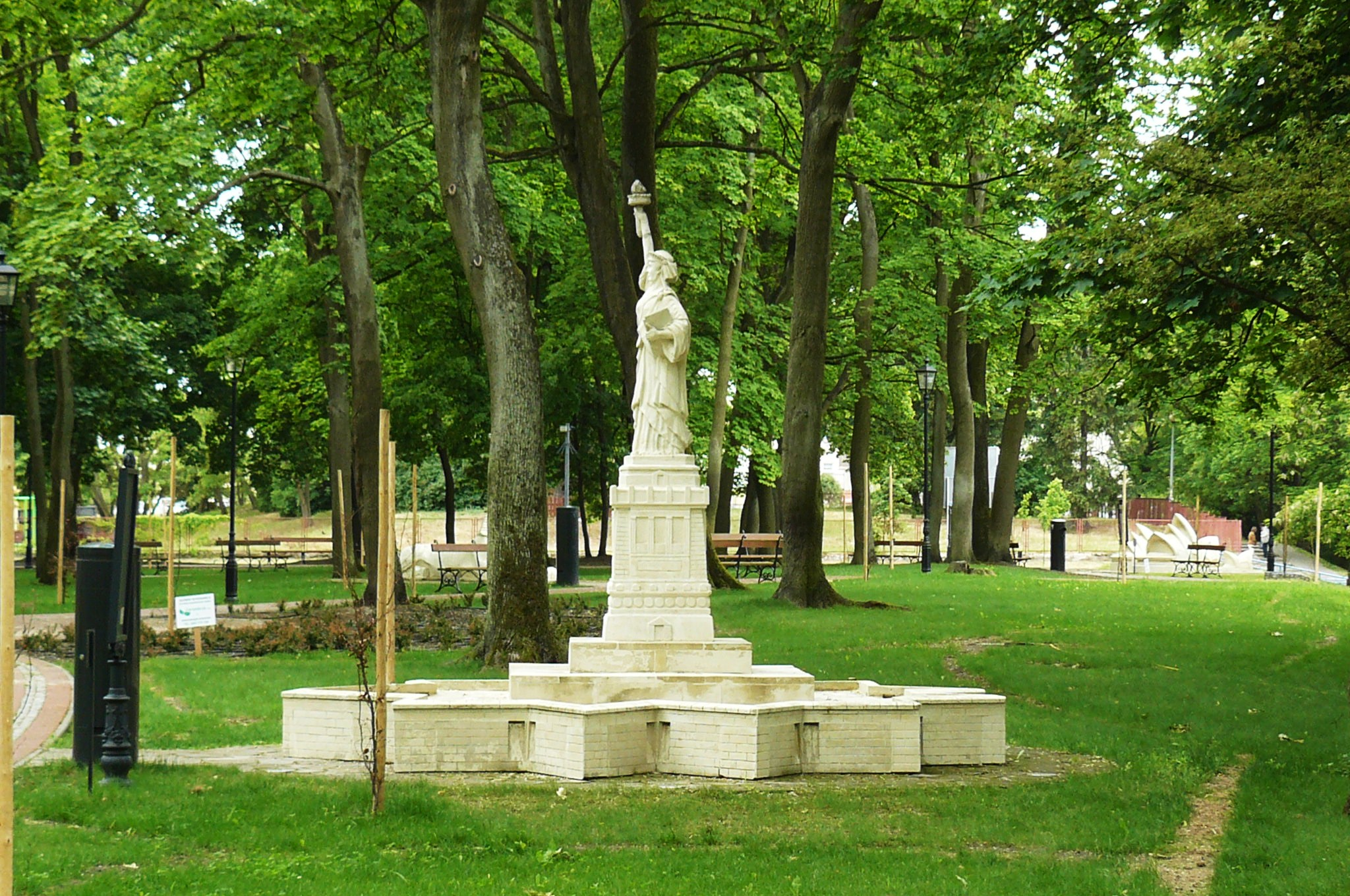
Statua Wolności
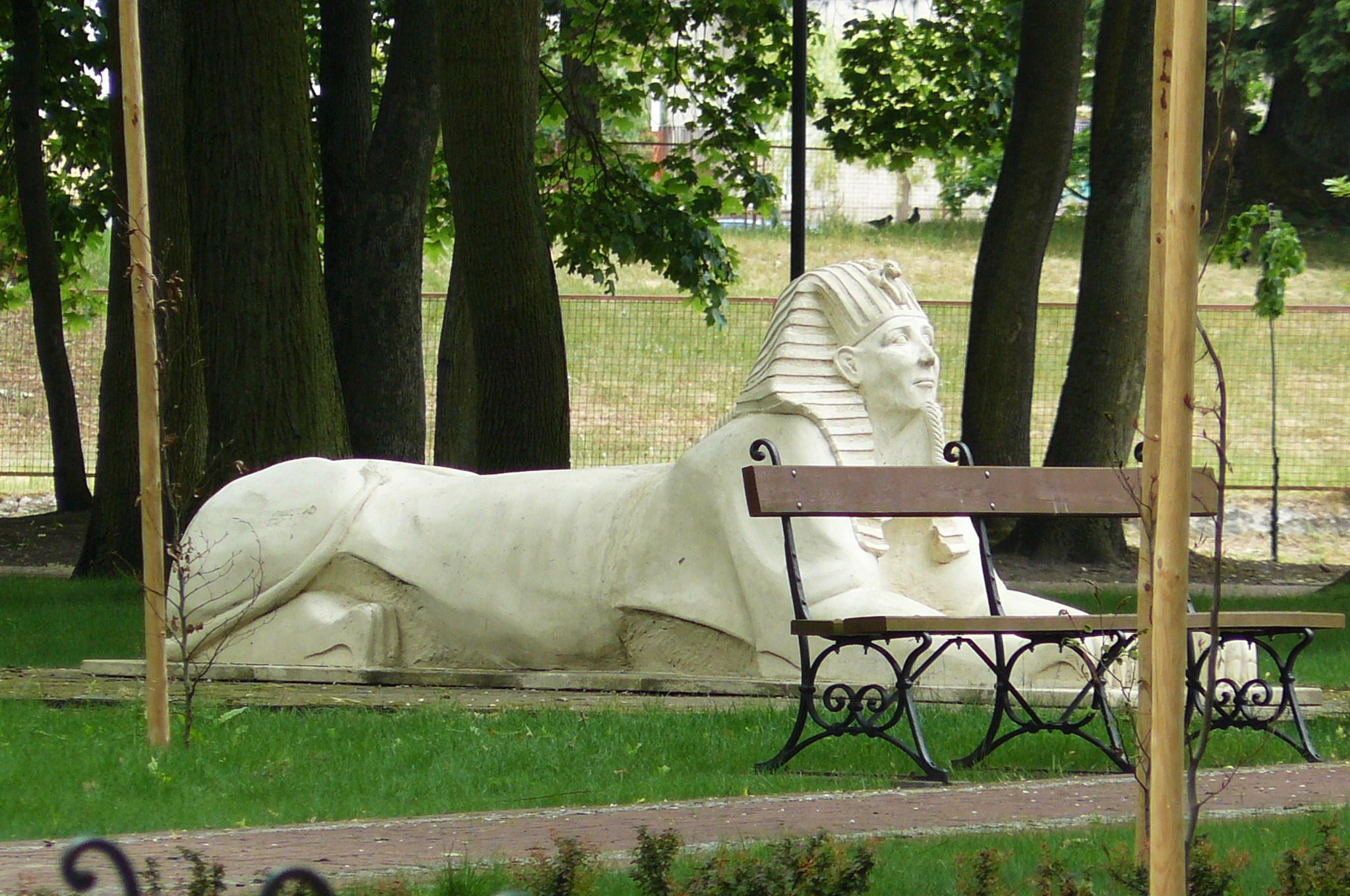
Sfinks
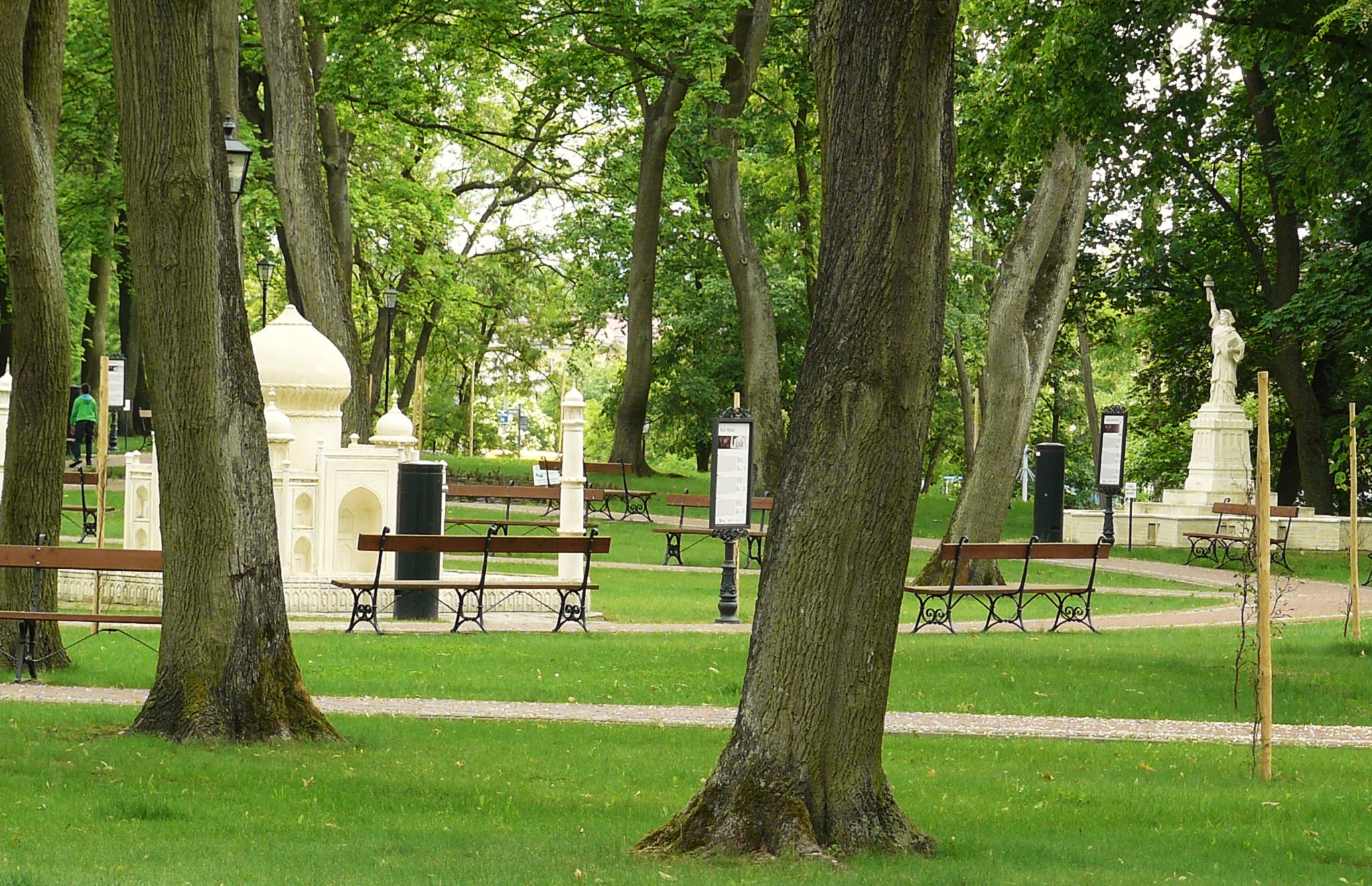
Całość